# Biserica de lemn din Bărboși

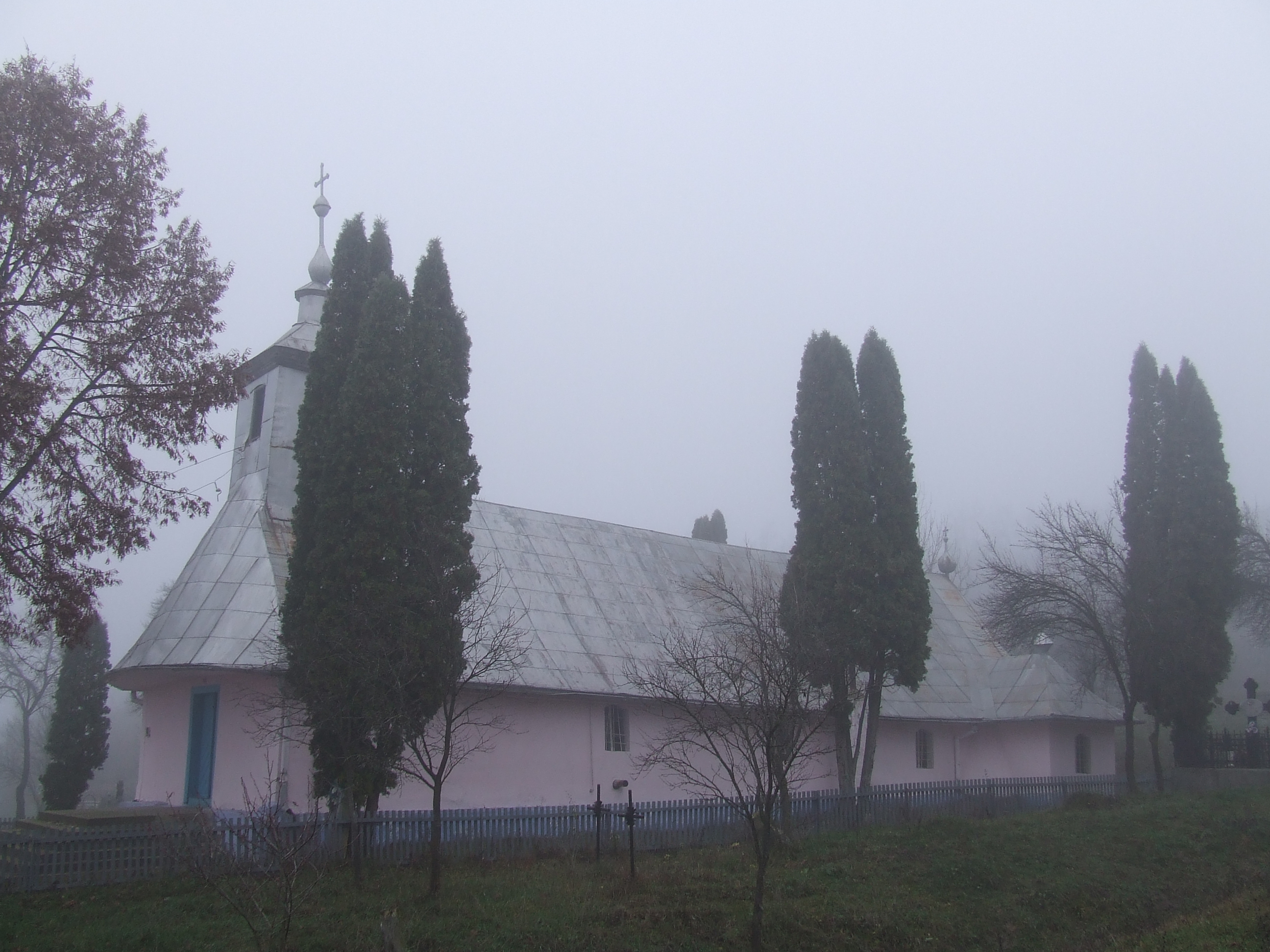
Biserica de lemn din Bărboşi

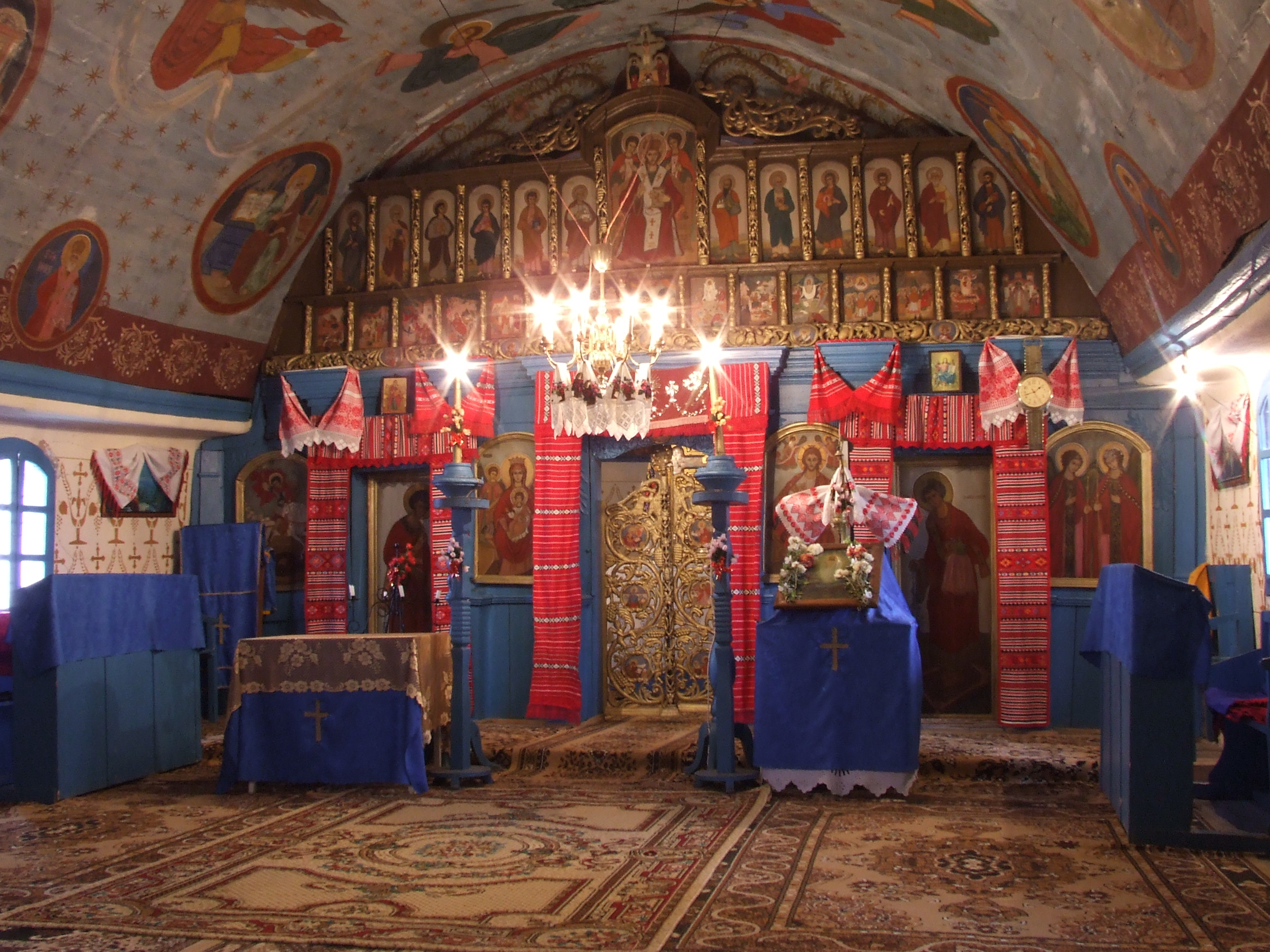
Iconostasul bisericii de lemn din Bărboşi

Biserica de lemn din Bărboși, din comuna Zau de Câmpie, județul Mureș. Biserica nu se află pe noua listă a monumentelor istorice. Are hramul "Sfânții Arhangheli Mihail și Gavriil" și este încă folosită de comunitate..

## Istoric și trăsături
Primele informații referitoare la istoria bisericilor din această localitate ne parvin prin intermediul conscripțiilor realizate în secolul al XVIII-lea. Astfel, conscripția din 1733 a episcopului Inocențiu Micu-Klein care consemnează că localitatea Săcalul de Câmpie - vechea denumire a localității, avea aproximativ 240 de suflete, biserică și trei preoți, din care, unul, popa Vasile era și arhidiaconul districtului. Conscripția lui Petru Pavel Aron din 1750 înregistreagă ca fiind la acea dată 558 de credincioși, cu biserică și un preot. Nu după multă vreme, în perioada 1760-1762, când generalul Bucow realizează o altă conscripție sunt surprinse următoarele informații: comunitatea ortodoxă - 90 de familii ortodoxă, cu biserică și preot iar comunitatea greco-catolică era formată din două familii și un preot.
Șematismul jubiliar din 1900 editat de către arhidiecesa metropolitană de Alba-Iulia și Făgăraș precizează faptul că biserica a fost ridicată în anul 1820, este din lemn și este închinată sfinților arhangheli Mihail și Gavriil. Există posibilitatea ca biserica să fie mai veche, tinând cont de tradiția păstrată printre săteni care spune că biserica a fost mutată de pe un deal din apropiere. Clopotul ce datează din anul 1642 provine de la o biserică mai veche.
Sub aspect planimetric, biserica are planul dreptunghiular, cu lungimea considerabil mai lungă decât lățimea. Absida altarului, decroșată, este prevăzută cu două cămăruțe laterale, una în partea de nord, servind ca proscomidiar și alta în partea de sud, servind ca diaconicon. Forma poligonală, cu șapte laturi a absidei altarului conferă bisericii de lemn din Bărboși statutul de unicat printre bisericile de lemn din județul Mureș.
Intrarea se face pe latura de vest și duce spre un mic coridor. Pronaosul este despărțit de pronaos, mai mult simbolic prin intermediul unei intrări fără uși și a unei balustrade. Atât pronaosul cât și naosul sunt acoperite de o boltă semicilindrică, puțin retrasă spre interior față de pereți. Deasupra pronaosului se află turnul clopotniță.
Tencuiala aplicată atât în interior cât și în exterior a dus la pierderea decorației parietale. După aplicarea tencuielii, în anul 1962, biserica a fost repictată în forma în care se prezintă și în zilele noastre. Odată cu această operațiune au fost înlocuite și o parte din icoanele iconostasului, cele vechi păstrându-se în grija preotului paroh. O altă parte din vechile icoane ale iconostasului au beneficiat de o repictare ce le-a compromis valoarea inițială.
Ușile împărătești sunt bogat și frumos decorate, cu păsări, viță de vie cu ciorchini sau îngeri. Medalioanele în care sunt reprezentați cei patru evangheliști încadrează de sus și de jos cele două medalioane care surprind scena Bunei Vestiri. 

## Imagini

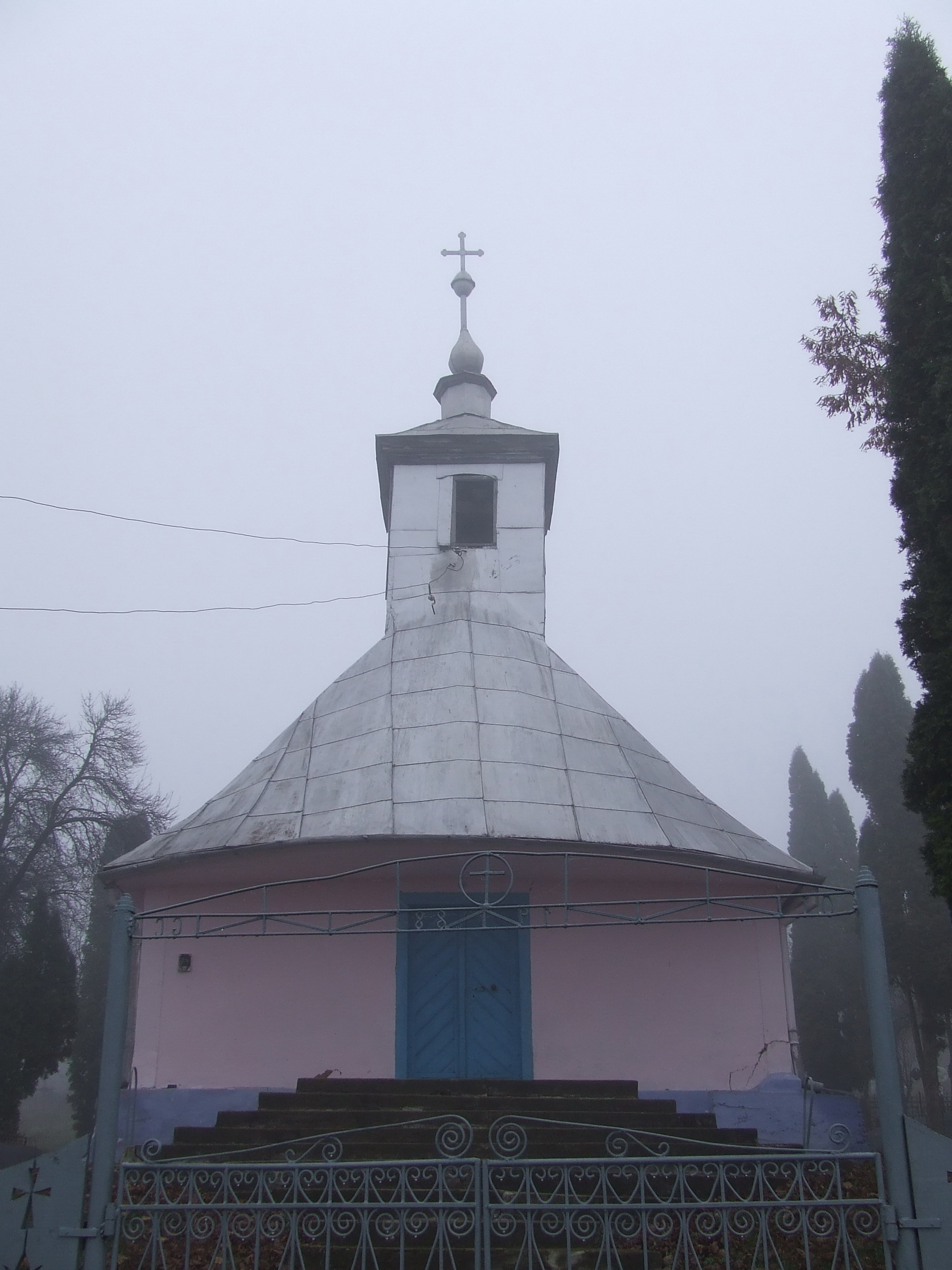
Latura de vest a bisericii cu intrarea
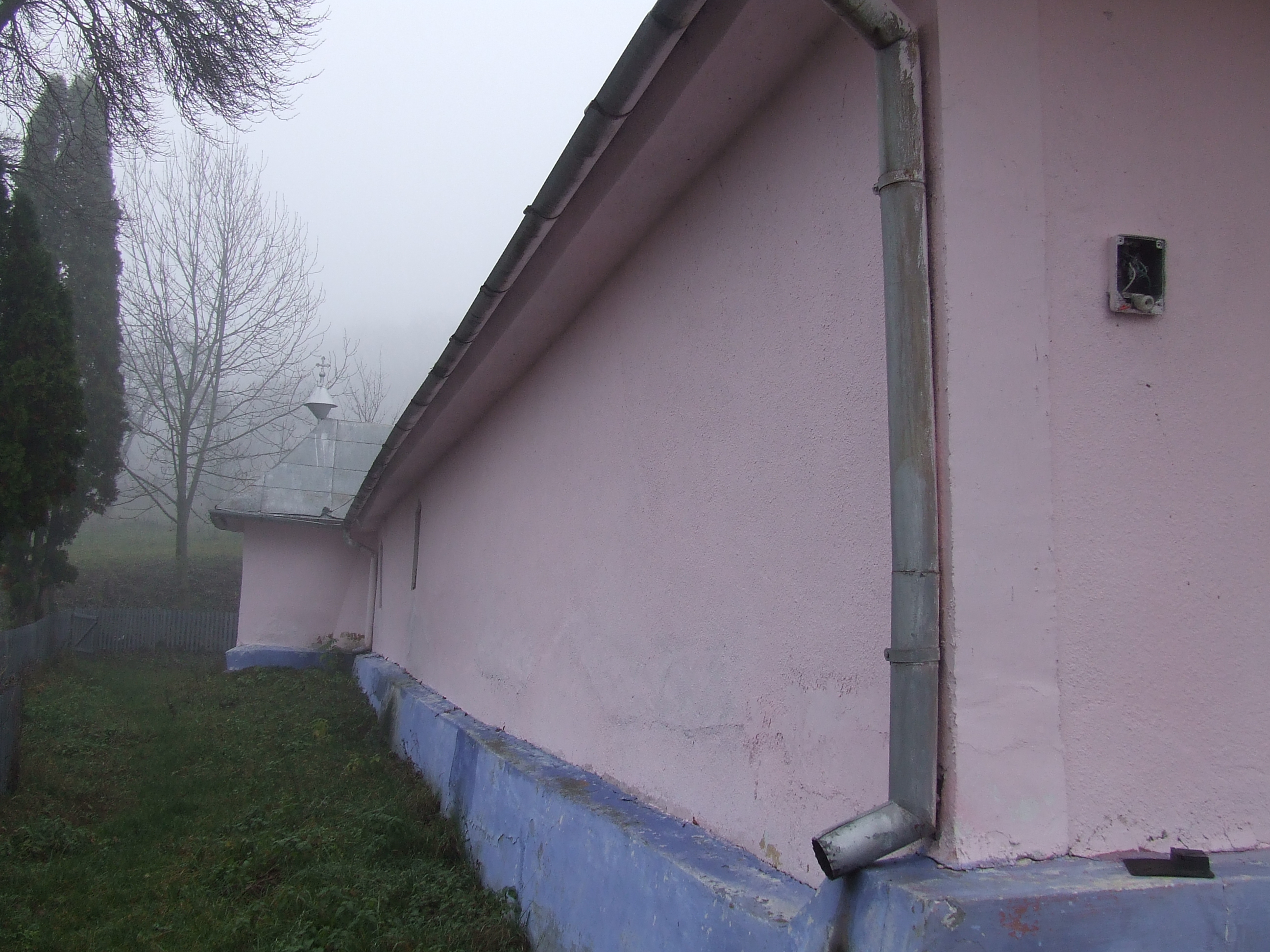
Partea de nord a bisericii, cu proscomidiarul în plan îndepărtat
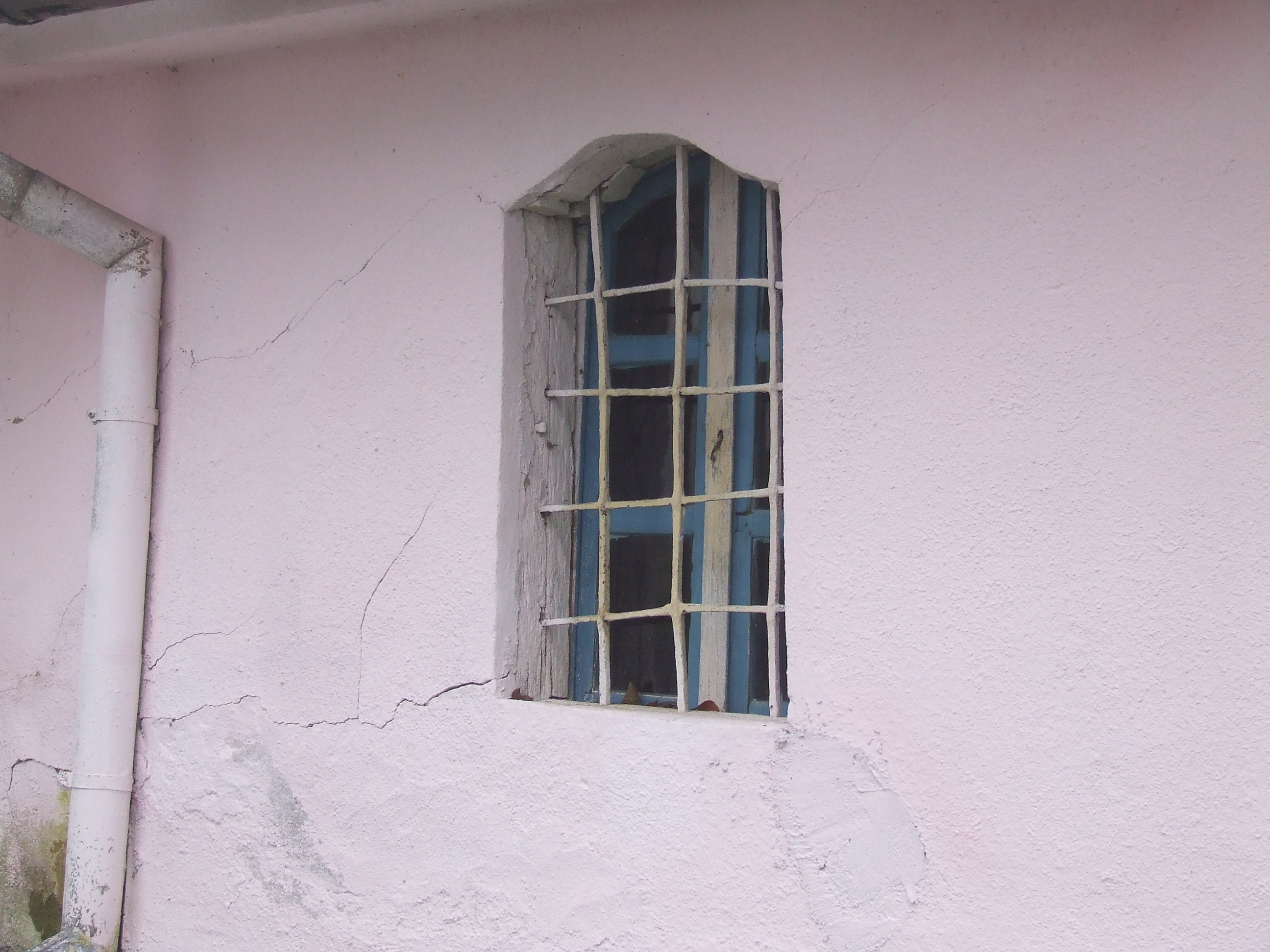
Fereastră, unde se poate vedea lemnul şi tencuiala ce îl acoperă
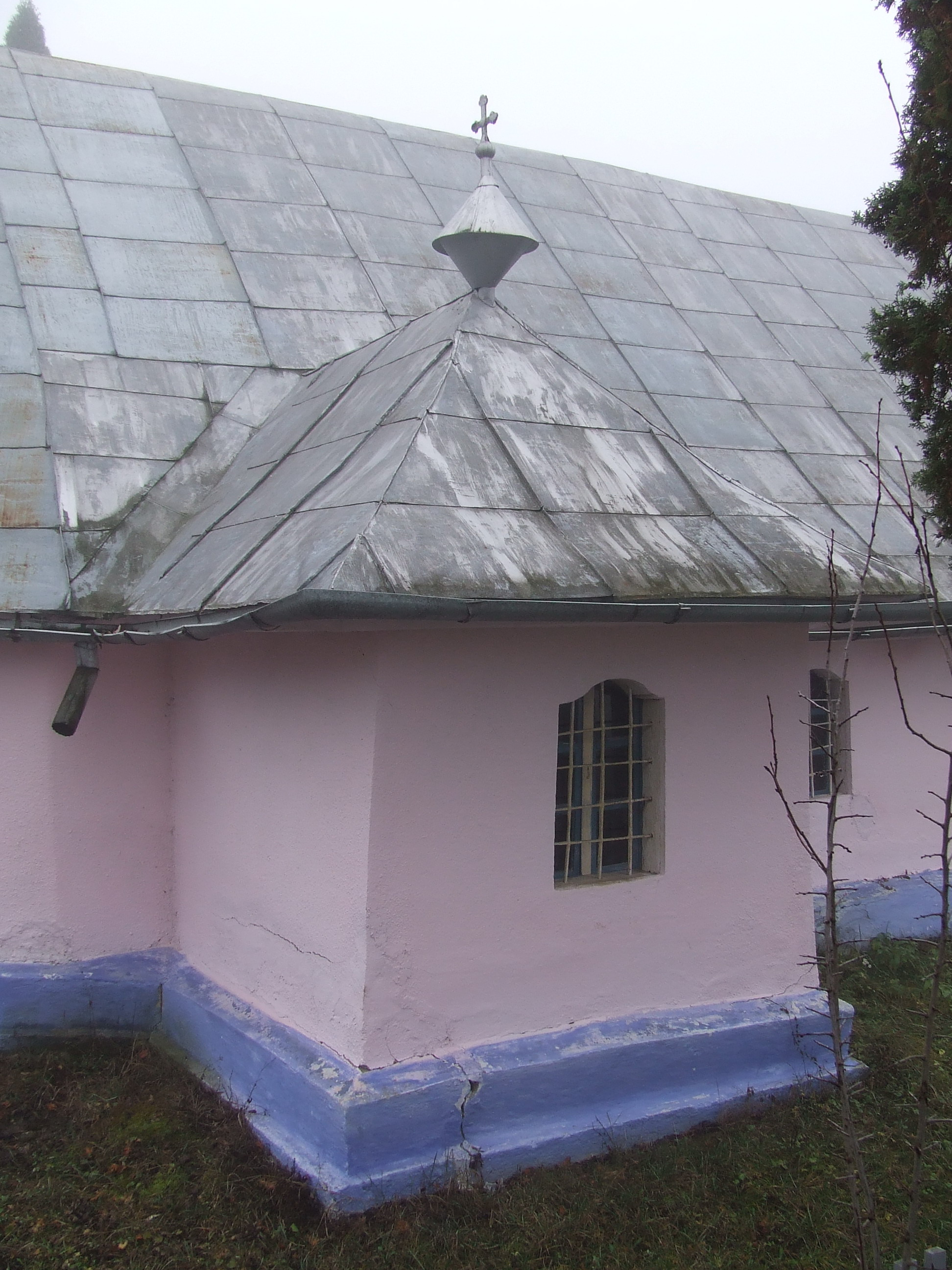
Proscomidiarul
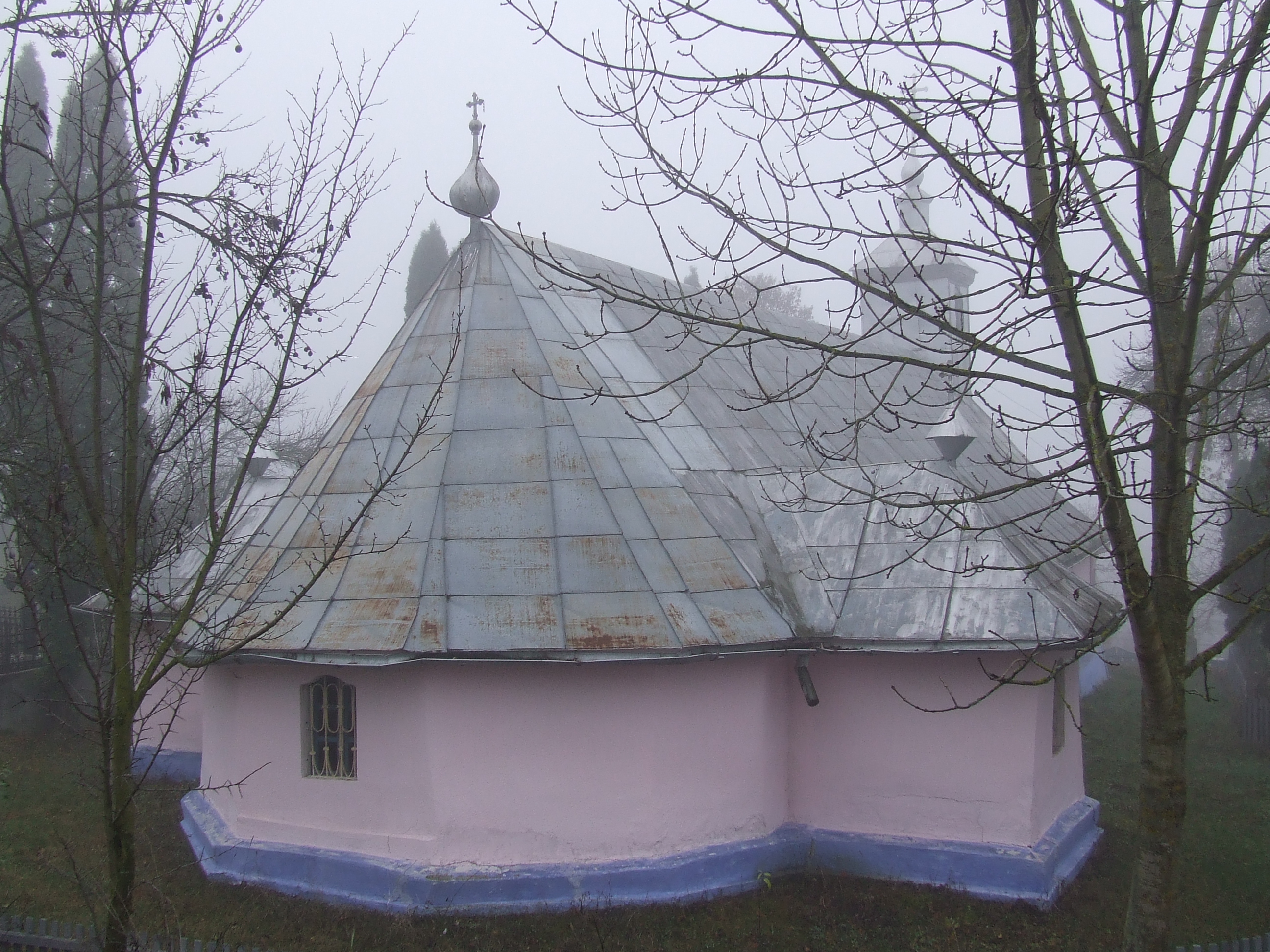
Vedere a bisericii, din nord-est
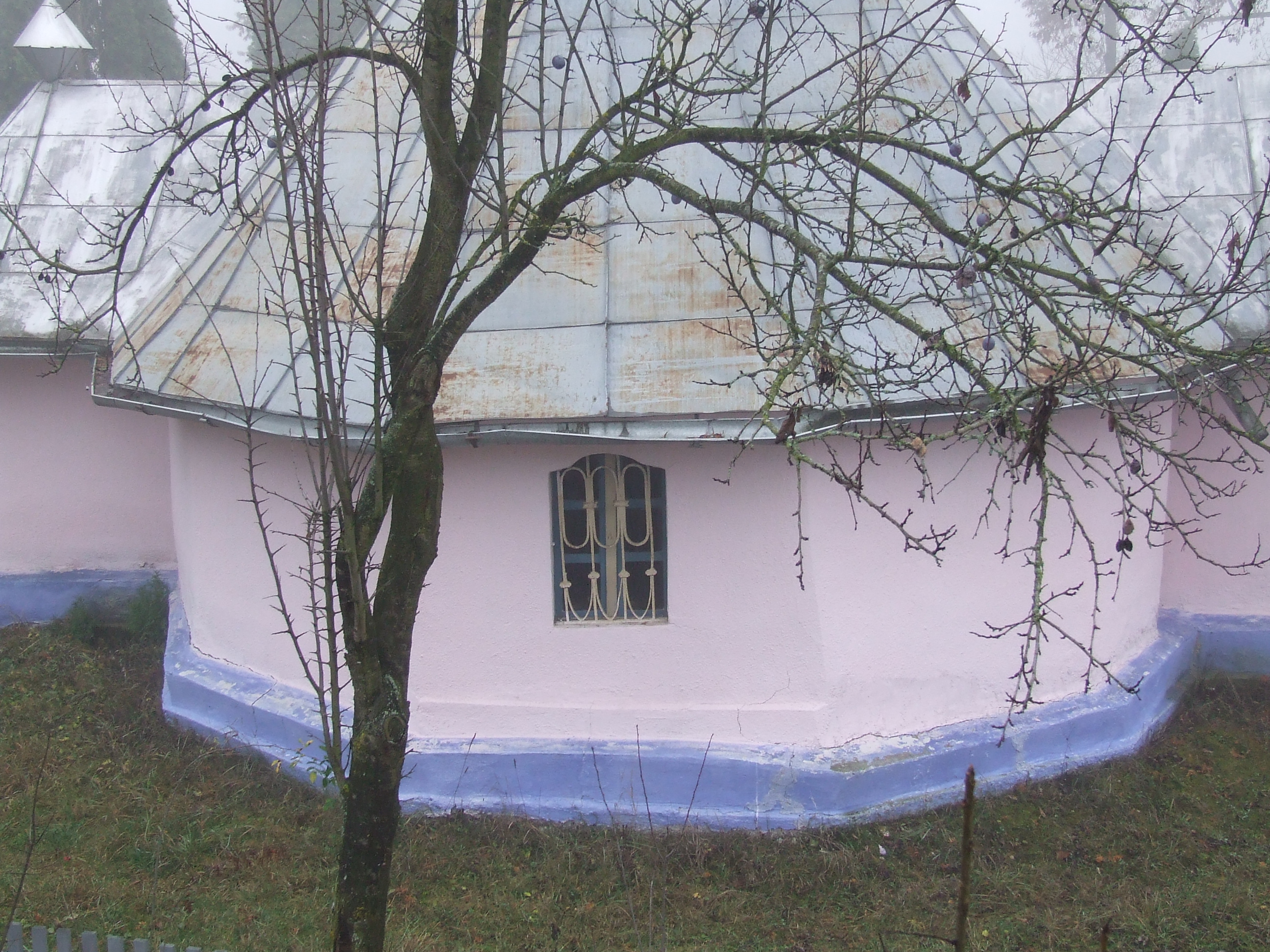
Absida altarului
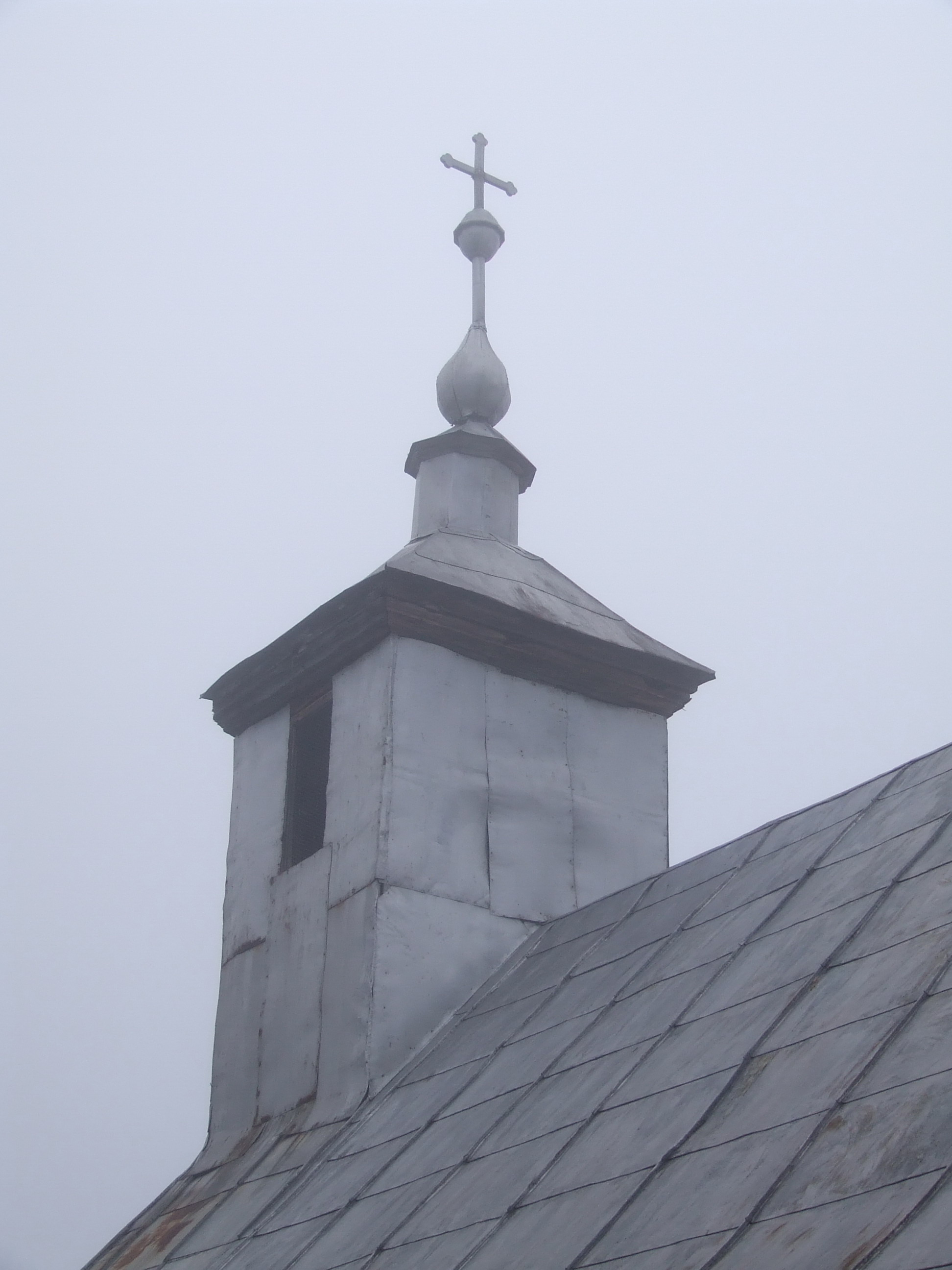
Turnul clopotniţei
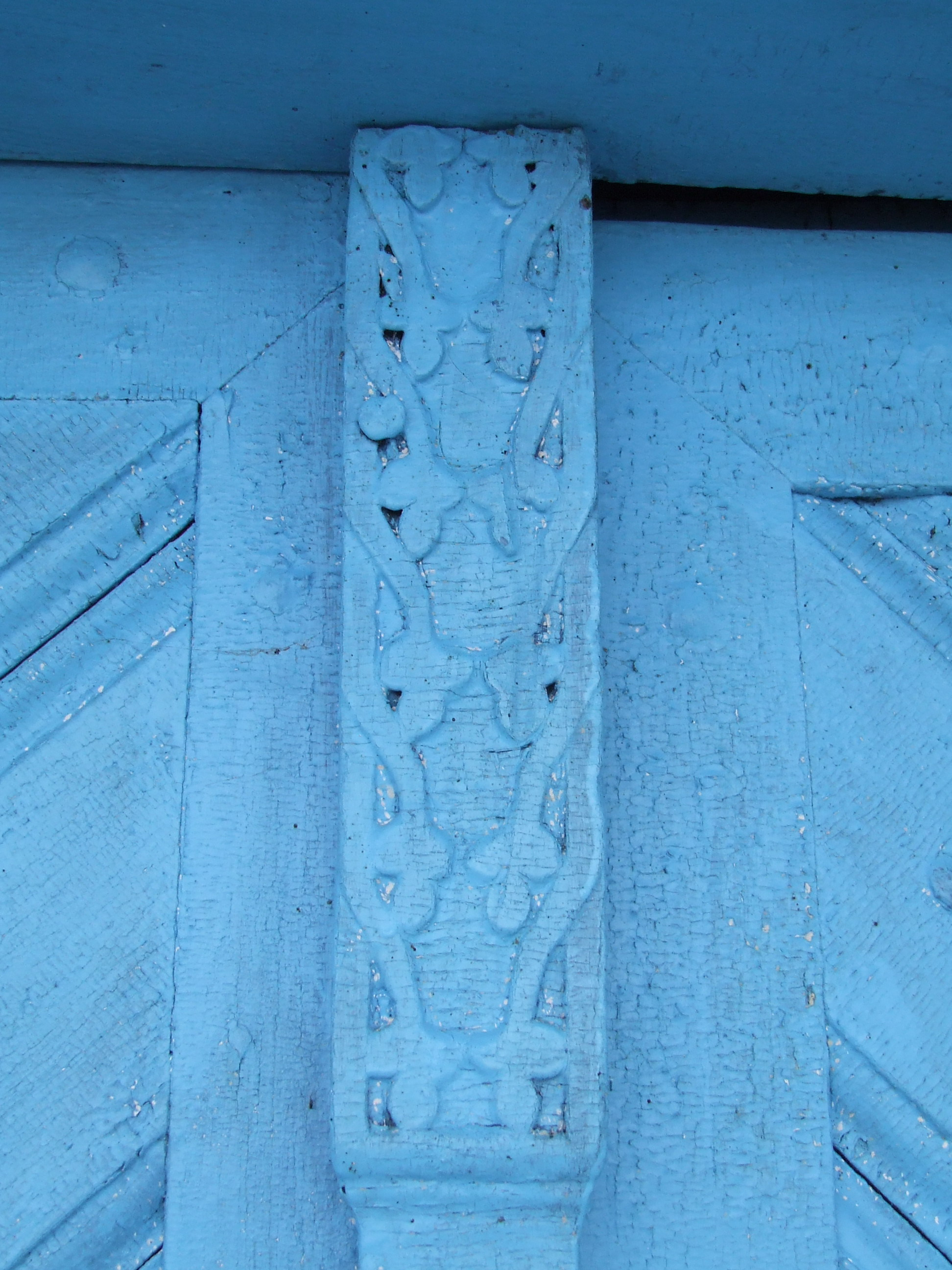
Decoraţiuni sculptate la uşa intrării
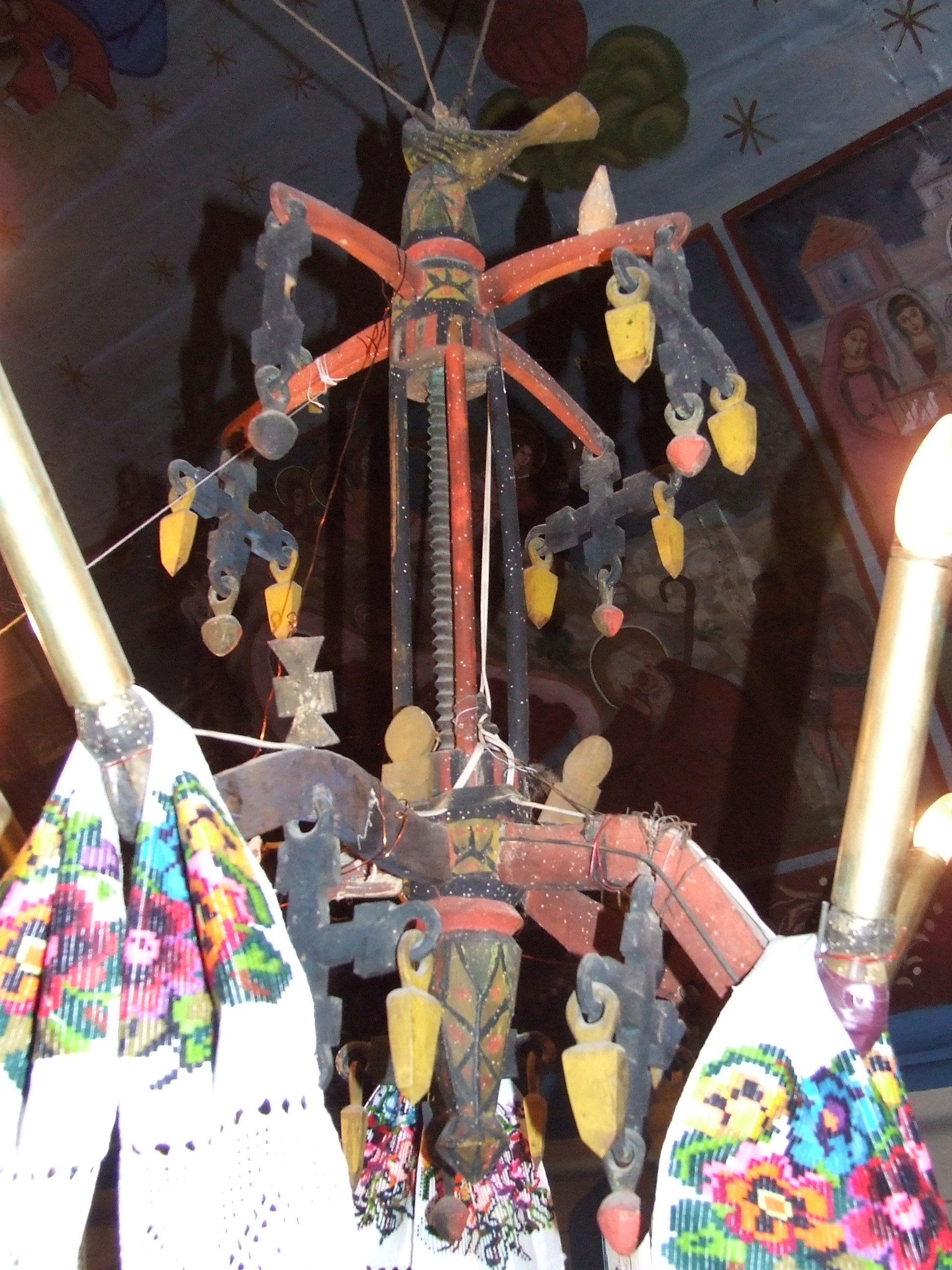
Vechiul candelabru al bisericii
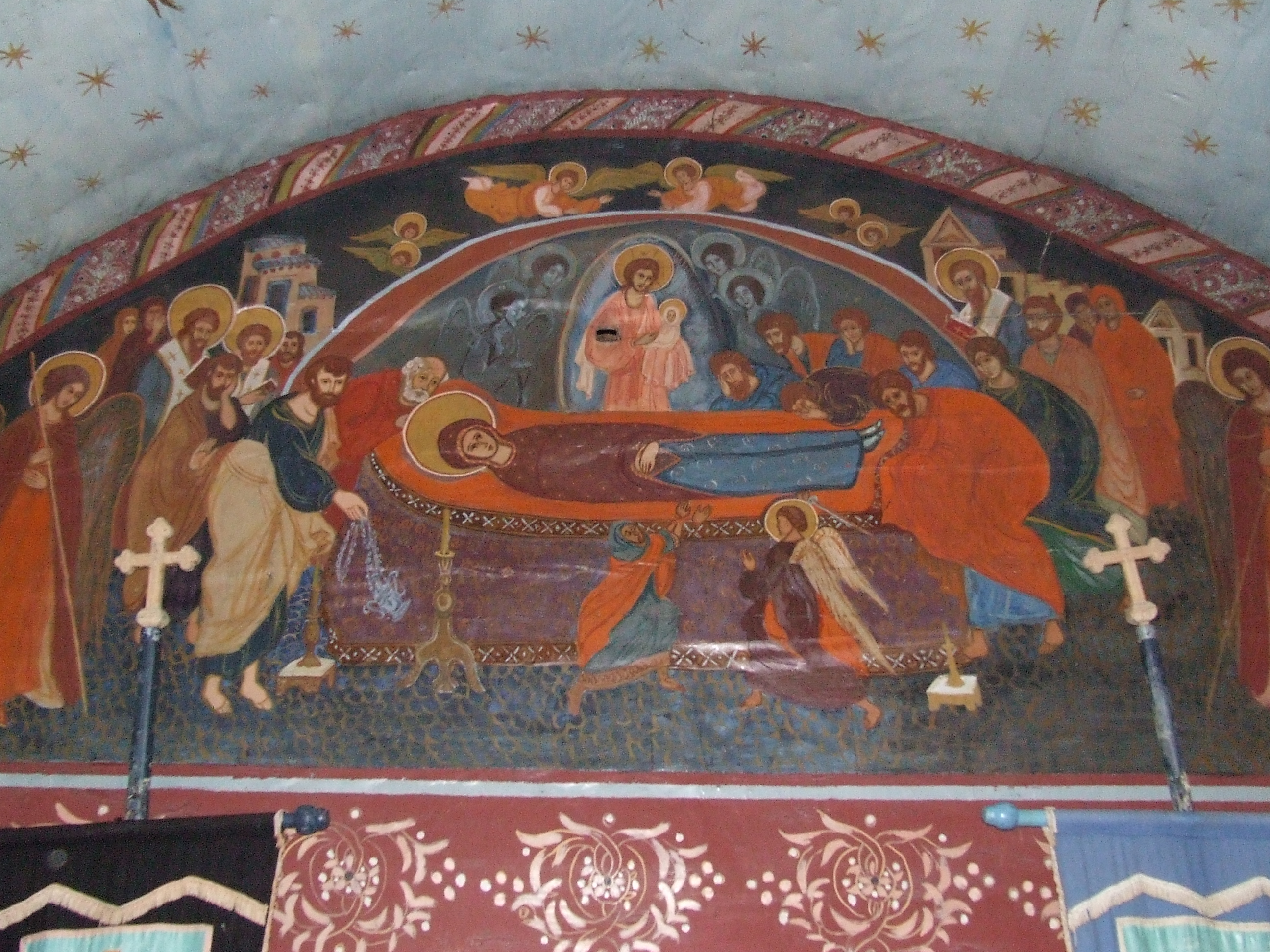
Pictură în pronaos
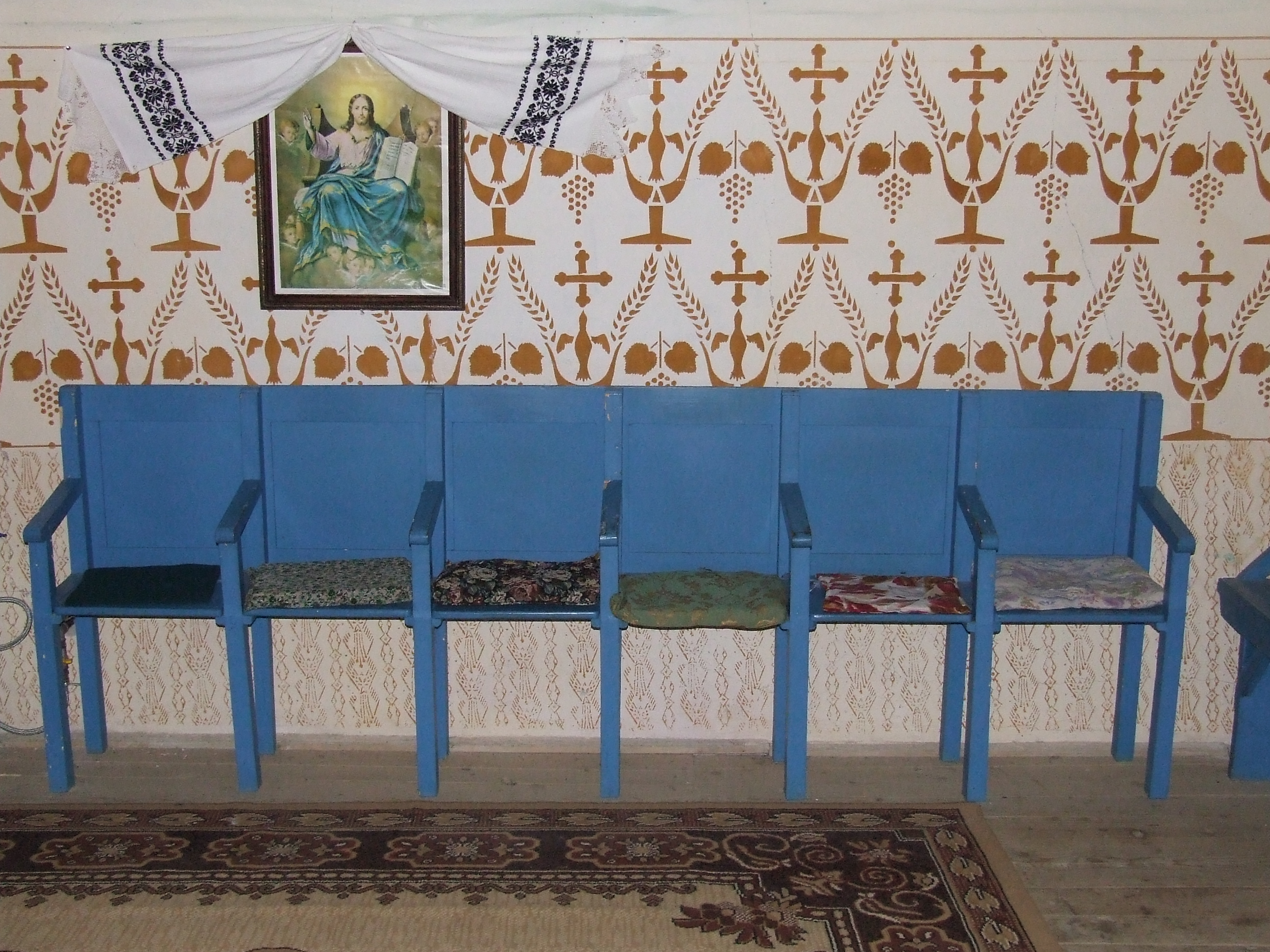
Bănci în biserică
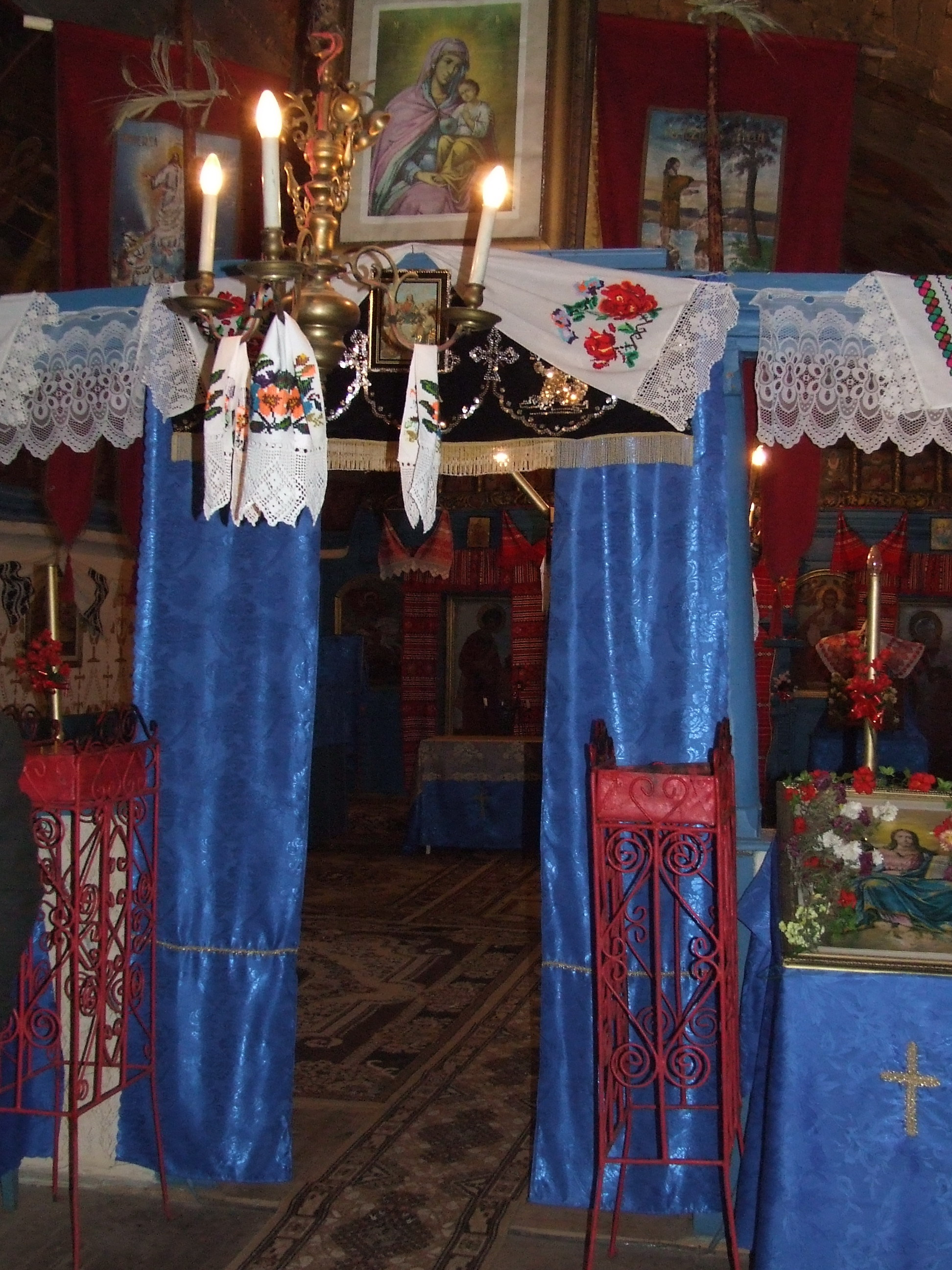
Trecerea dintre naos şi pronaos